# Chili Pedersen
Chili Pedersen (født 8. marts 2000 i Kirke Hyllinge) er en dansk sangerinde som deltog i det danske X Factor i 2017 hvor hun fik en andenplads.
Chili var bookmakernes storfavorit til at vinde men hun tabte til Morten Nørgaard som vandt med 52 procent af seernes stemmer. Hun var også med i MGP 2014 med sangen "Ikke uden dig" men vandt ikke. Hun var også med i Sæson 2 af Voice Junior hvor hun nåede til semifinalen.
Lige nu går hun på Himmelev Gymnasium i Roskilde.

## Diskografi

### Singler
- "Ikke uden dig" (2014)
- "Plated Gold" (2017)
- "In the Gutter" (2023)
- "Freinds" (2023)
- "Somebody" (2023)